# Бриано, Джакомо
Джакомо Бриано (итал. Giacomo Briano; 1586, Модена — 1 октября 1649, Буссето) — архитектор, иезуит, итальянец по происхождению, автор проектов иезуитских храмов в разных странах Европы.
Родился в 1586 году в городе Модена (Италия). Где и под чьим руководством учился архитектуре — неизвестно. В 1601 году стал иезуитским монахом. В 1616—1632 годах работал на территории нынешних Польши и Западной Украины. В течение 1616—1632 годов был главным архитектором польской провинции иезуитов. Позднее три года занимал такую же должность в Австрии и Италии. Последние годы своего пребывания на территории Украины в 1631—1632 годах Бриано прожил в Остроге, куда был приглашён основательницей иезуитского костёла святых Игнатия Лойолы и Франциска Ксаверия Анной-Алоиза Ходкевич. Последние десять лет не проводил активной деятельности, вероятно, из-за плохого состояния здоровья. Умер в провинции Буссето вблизи Пармы.
Работы:
- В 1616—1617 годах составлял проекты и начал строительство иезуитского костёла Святых Петра и Павла в Луцке. В 1619—1620 годах снова наблюдал за строительством. Окончательно костёл был завершен под руководством иезуитского монаха Матфея Маика в 1627 году.
- В 1617 году работал над изменением проекта иезуитского костёла во Львове: изменения касались интерьера и фасада, который был стилистически приближена к римской базилики Иль-Джезу. В дальнейшем строительством руководил монах-каменщик Валенти Депциус. Определённые поправки были внесены Бриано также в 1632 году. Сооружение завершено в 1636 году с некоторыми изменениями фасада, не предусмотренными Бриано.
- Костёл святых Игнатия Лойолы и Франциска Ксаверия в городе Острог, который начал строиться в 1626 году по проекту неизвестного архитектора. Бриано предложил несколько проектов, однако из-за недоразумений и конфликтов с заказчиком был отозван в Италию. Его место занял римский архитектор Бенедетто Молли, который предложил новый проект и воплощал его до 1648 года.
- Проект иезуитского коллегиума в городе Острог (другим соавтором был Бенедетто Молли, строительство продолжалось в 1634—1641 годах)[3].
- Проект иезуитского костёла Святого Вита в городе Риека в Хорватии. Строительство начато в 1638 году и продолжалось до 1744 года.